# Rue Saint-Augustin
La rue Saint-Augustin est une voie du 2e arrondissement de Paris, en France.

## Situation et accès
La rue Saint-Augustin est une voie publique située dans le 2e arrondissement de Paris. Elle débute au 75, rue de Richelieu et se termine au 14, rue d’Antin.
Le quartier est desservi par la ligne 3 à la station Quatre-Septembre.

## Origine du nom
Cette place doit son nom au couvent des Augustins déchaussés dit couvent des Petits-Pères qu'elle longeait (elle commençait alors rue Notre-Dame-des-Victoires).

## Historique
La rue est ouverte lorsque la limite nord-ouest de Paris est reculée de l'enceinte de Charles V à celle de Louis XIII, au début des années 1630. Elle longeait le mur nord de clôture du couvent des Augustins déchaussés, appelés les « Petits Pères », et dont la place des Petits-Pères marque la limite sud.

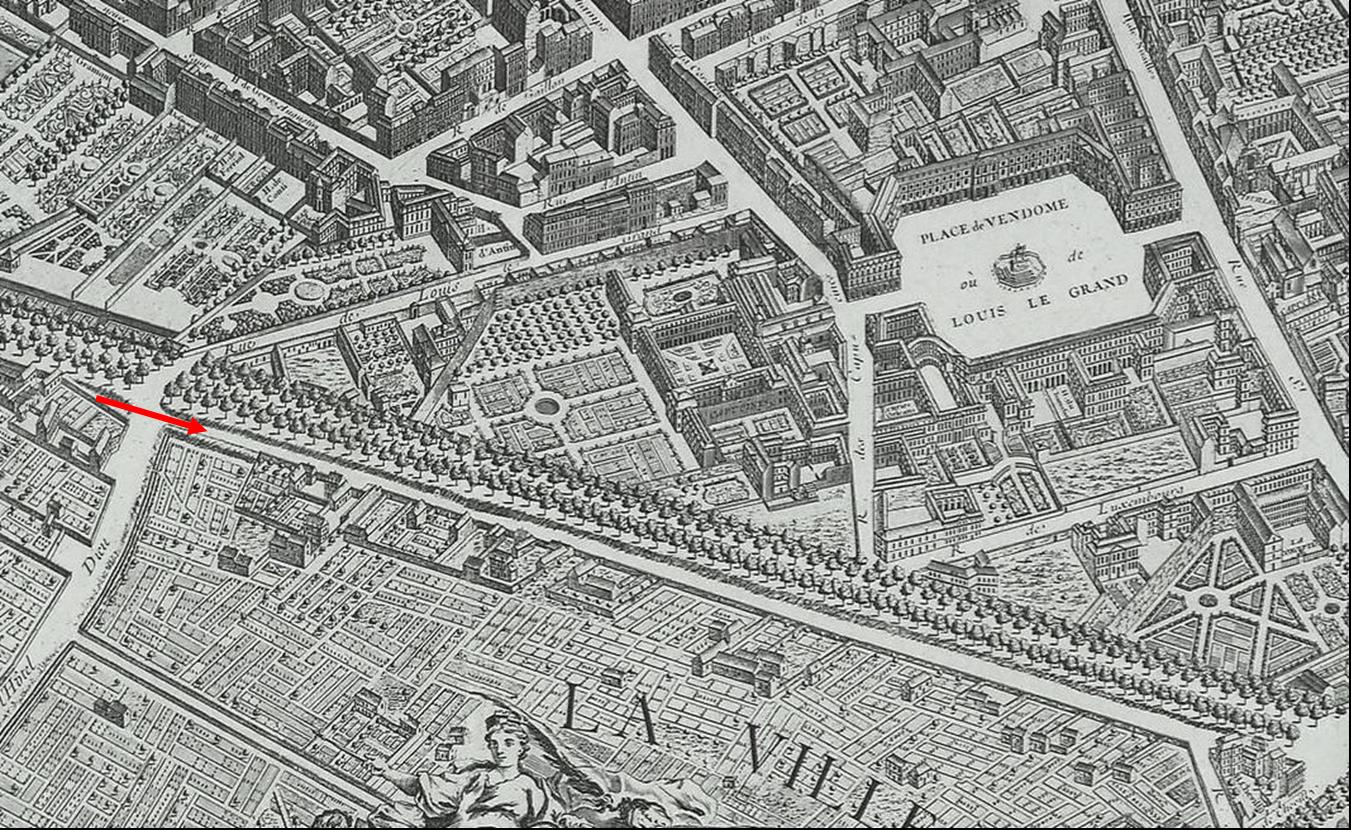
Partie ouest de la rue Neuve-des-Augustins sur le plan de Turgot (1734/1739), en haut à gauche.

## Bâtiments remarquables et lieux de mémoire
- De sa construction en 1685 à sa démolition en 1736, l'hôtel Ménars (ancien hôtel de Grancey) était situé entre les nos 2 à 8 rue Saint-Augustin, le no 1 rue Ménars et les nos 77-79 rue de Richelieu.
- No 22 : hôtel de Sauvion, où habita Mademoiselle Mars[1]. Office du tourisme de l'ambassade d'Espagne en France[2].
- No 23 : entrée du passage Choiseul sous le porche de l'immeuble qui était l'emplacement de l'ancien hôtel de Gesvres, construit dans les années 1655 par Lepautre pour l'intendant des Finances du duc d'Orléans, Joachim Seighere de Boisfranc. Par succession, il passa à sa fille, mariée au marquis de Gesvres, qui en fit le lieu de jeu le plus célèbre sous la Régence entre 1715 et 1723, où on jouait des fortunes au lansquenet et au pharaon. En 1735 y mourut l'acteur Paul Poisson qui en était alors locataire.
- No 45 : au début du XXe siècle s'y trouvait une boutique à la devanture Art Nouveau. Aujourd'hui, le négociant bordelais Bernard Magrez y a établi son vaisseau-amiral parisien.

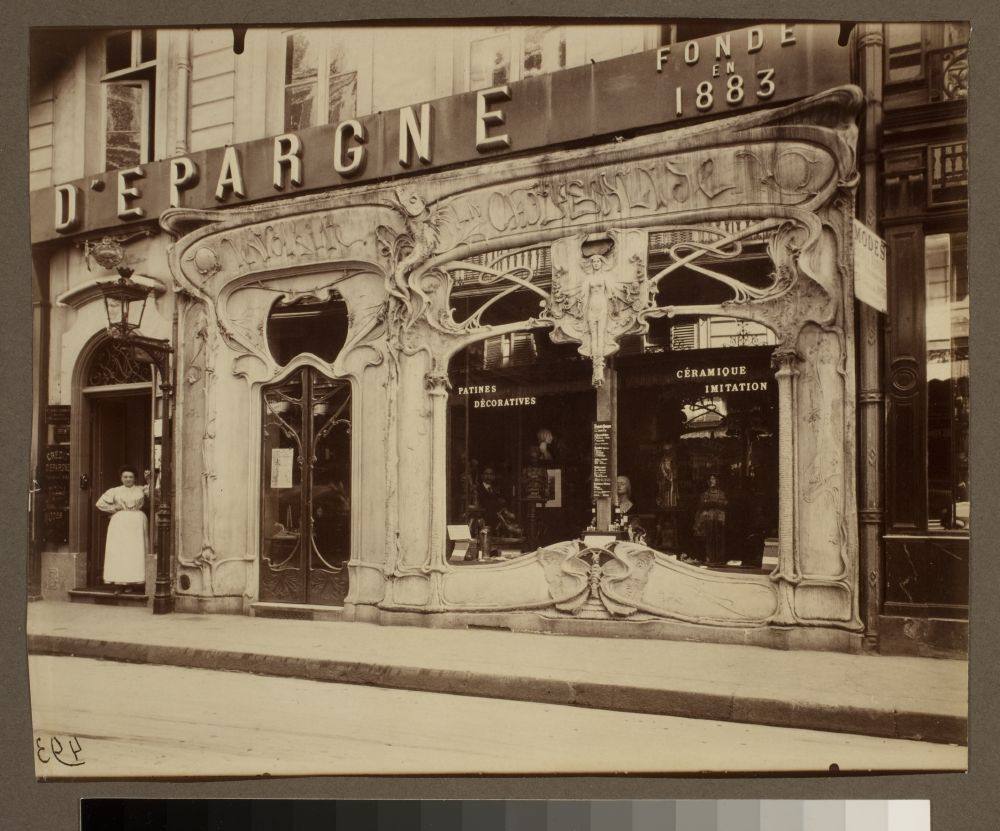
Boutique Art nouveau au 45, rue Saint-Augustin, en 1904.

- No 59 : le peintre orientaliste Théodore Chassériau (1819-1856) y installa son atelier. Cette portion de la rue fut supprimée à l'occasion de l'ouverture de l'avenue de l'Opéra au cours des travaux du baron Haussmann.

## Pour approfondir